# Бочарова, Татьяна Юрьевна
Татьяна Юрьевна Бочарова (в замужестве Канищева; род. 22 апреля 1983, Восточно-Казахстанская область) — казахстанская легкоатлетка, специалистка по прыжкам в длину и тройным прыжкам. Выступала за сборную Казахстана по лёгкой атлетике в 1999—2010 годах, обладательница бронзовой медали Азиатских игр, бронзовая призёрка чемпионата Азии в помещении, победительница первенств национального значения, участница летних Олимпийских игр в Афинах. Мастер спорта международного класса Республики Казахстан.

## Биография
Татьяна Бочарова родилась 22 апреля 1983 года в Восточно-Казахстанской области Казахской ССР. Занималась лёгкой атлетикой в Шымкенте.
Впервые заявила о себе на международном уровне в сезоне 1999 года, когда вошла в состав казахстанской сборной и выступила в прыжках в длину на юношеском мировом первенстве в Быдгоще.
В 2000 году прыгала тройным на юниорском мировом первенстве в Сантьяго.
В 2001 году на турнире в Москве установила свой личный рекорд в прыжках в длину в помещении — 6,06 метра, тогда как в тройном прыжке одержала победу на юниорском азиатском первенстве в Бандар-Сери-Бегаван.
В 2002 году на соревнованиях в Алма-Ате установила личный рекорд в прыжках в длину на открытом стадионе — 6,31 метра. На юниорском мировом первенстве в Кингстоне не смогла выйти в финал в прыжках в длину, в то время как в тройных прыжках стала в финале шестой. На Азиатских играх в Пусане завоевала бронзовую награду в зачёте тройного прыжка. Отметилась выступлением на юниорском азиатском первенстве в Бангкоке, где была седьмой в прыжках в длину и третьей в тройных прыжках.
В 2003 году в тройном прыжке стала чемпионкой Казахстана и установила свои личные рекорды на открытом стадионе и в помещении — 14,07 и 13,57 метра соответственно. В той же дисциплине заняла пятое место на чемпионате Азии в Маниле, выступила на чемпионате мира в Париже, выиграла серебряную медаль на Афроазиатских играх в Хайдарабаде.
В 2004 году прыгала тройным на чемпионате мира в помещении в Будапеште, в финал не вышла. Благодаря череде удачных выступлений удостоилась права защищать честь страны на летних Олимпийских играх в Афинах — на предварительном квалификационном этапе тройного прыжка показала результат 13,81 метра, чего оказалось недостаточно для выхода в финал.
После афинской Олимпиады Бочарова сделала достаточно длительный перерыв в своей спортивной карьере, но в 2010 году вернулась в большой спорт, в частности на чемпионате Казахстана в Шымкенте превзошла всех соперниц в прыжках в длину и тройных прыжках. В тех же дисциплинах была пятой и третьей на чемпионате Азии в помещении в Тегеране. Кроме того, в прыжках в длину заняла 14-е место на Азиатских играх в Гуанчжоу.
По окончании сезона 2013 года завершила спортивную карьеру.
За выдающиеся спортивные достижения удостоена почётного звания «Мастер спорта международного класса Республики Казахстан».
Впоследствии работала тренером в теннисном клубе Gorky Tennis Park в Алма-Ате.